# Nursted
Nursted – osada w Anglii, w hrabstwie Hampshire, w dystrykcie East Hampshire. Leży 34 km na wschód od miasta Winchester i 80 km na południowy zachód od Londynu.